# Fernand Buyle
Fernand Auguste Charles Bruyle (Molenbeek-Saint-Jean, 3 marzo 1918 – 22 gennaio 1992) è stato un calciatore belga, di ruolo attaccante.